# 2017年美國
|        | 美國歷史 \| 美國歷史年表                                                                                                   |
| 世紀： | 20世紀美國 \| 21世紀美國 \| 22世紀美國                                                                                     |
| 年代： | 1980年代美國 \| 1990年代美國 \| 2000年代美國 \| 2010年代美國 \| 2020年代美國 \| 2030年代美國 \| 2040年代美國               |
| 年份： | 2013年美國 \| 2014年美國 \| 2015年美國 \| 2016年美國 \| 2017年美國 \| 2018年美國 \| 2019年美國 \| 2020年美國 \| 2021年美國 |
| 紀年： | 美国独立241周年 |

2017年美国，指的是美国在2017年的時局變化。

## 聯邦政府

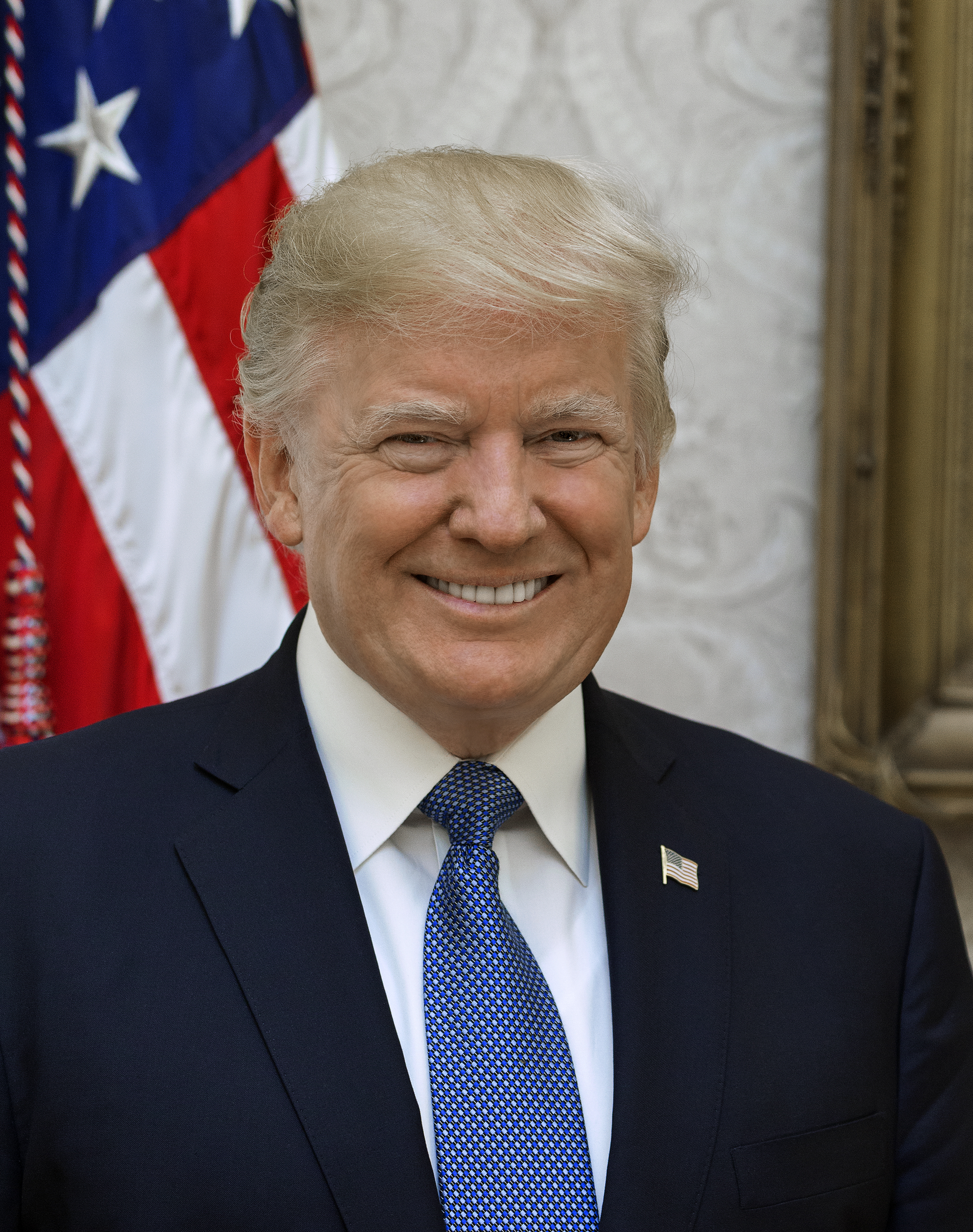
總統：唐納·川普
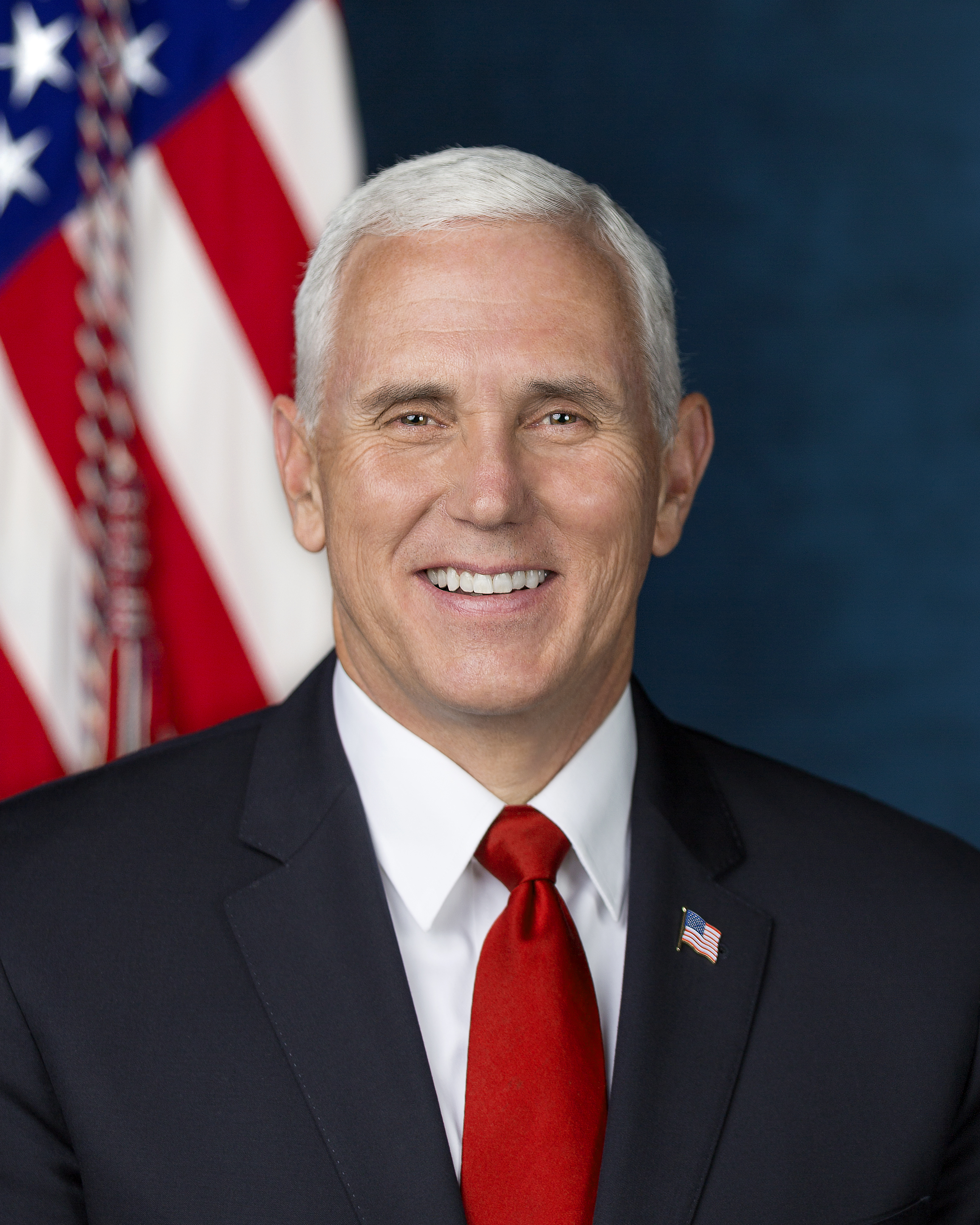
副總統：迈克·彭斯
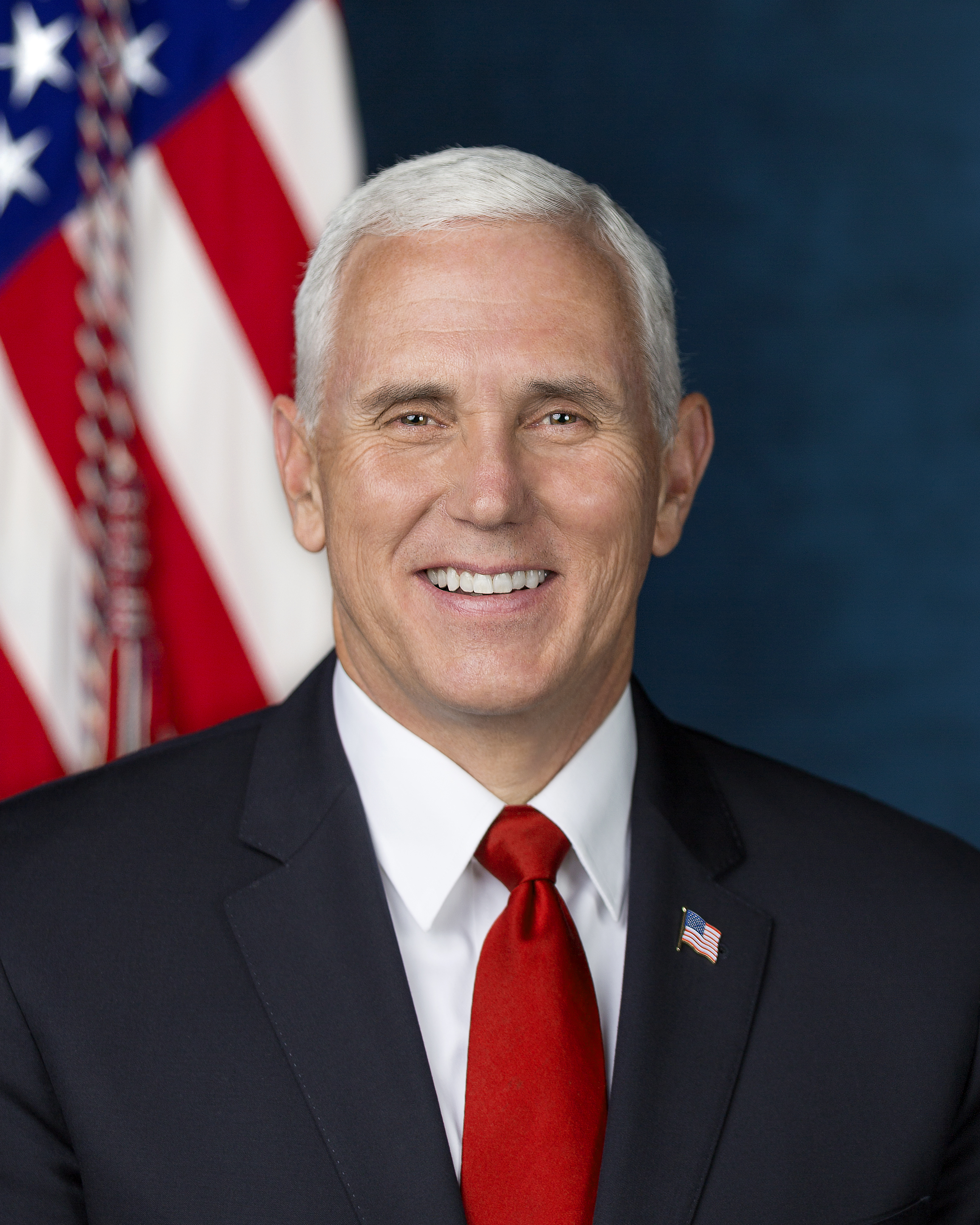
參議院議長：麥克·彭斯（副總統兼任）
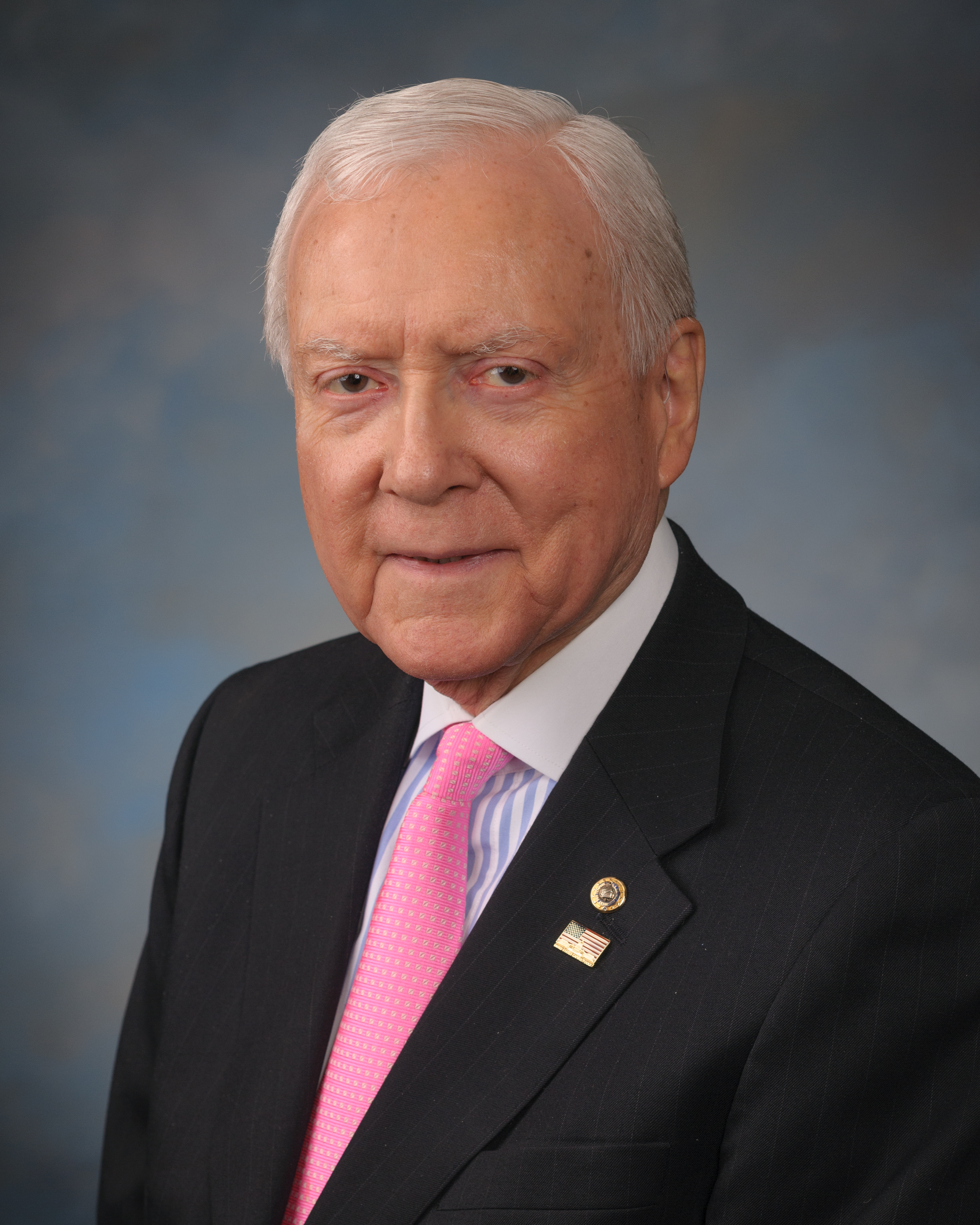
參議院臨時議長：奧林·哈奇
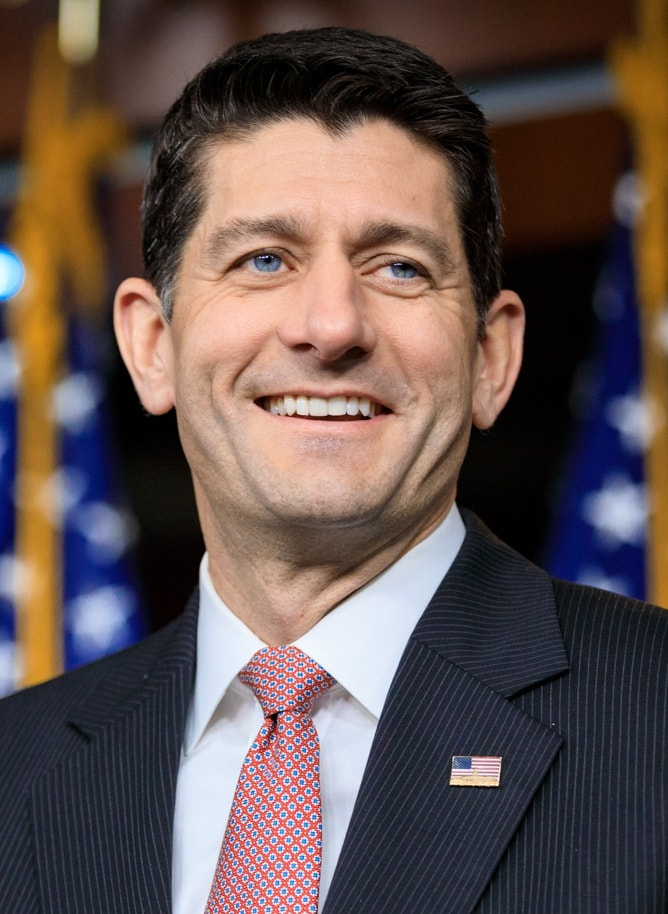
眾議院議長：保羅·萊恩
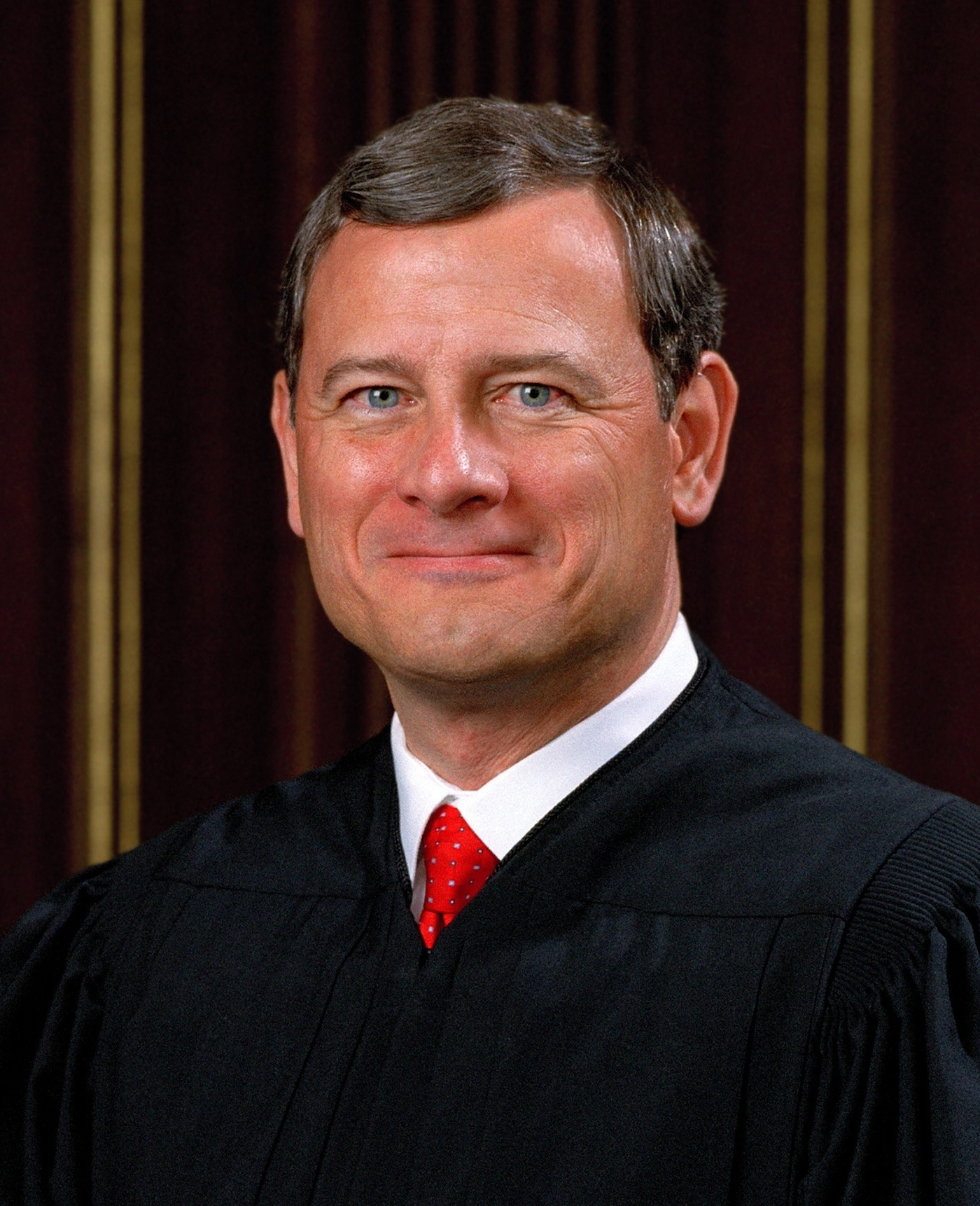
首席大法官：約翰·羅伯茨

### 成員變動

總統：贝拉克·奥巴马（任期屆滿）
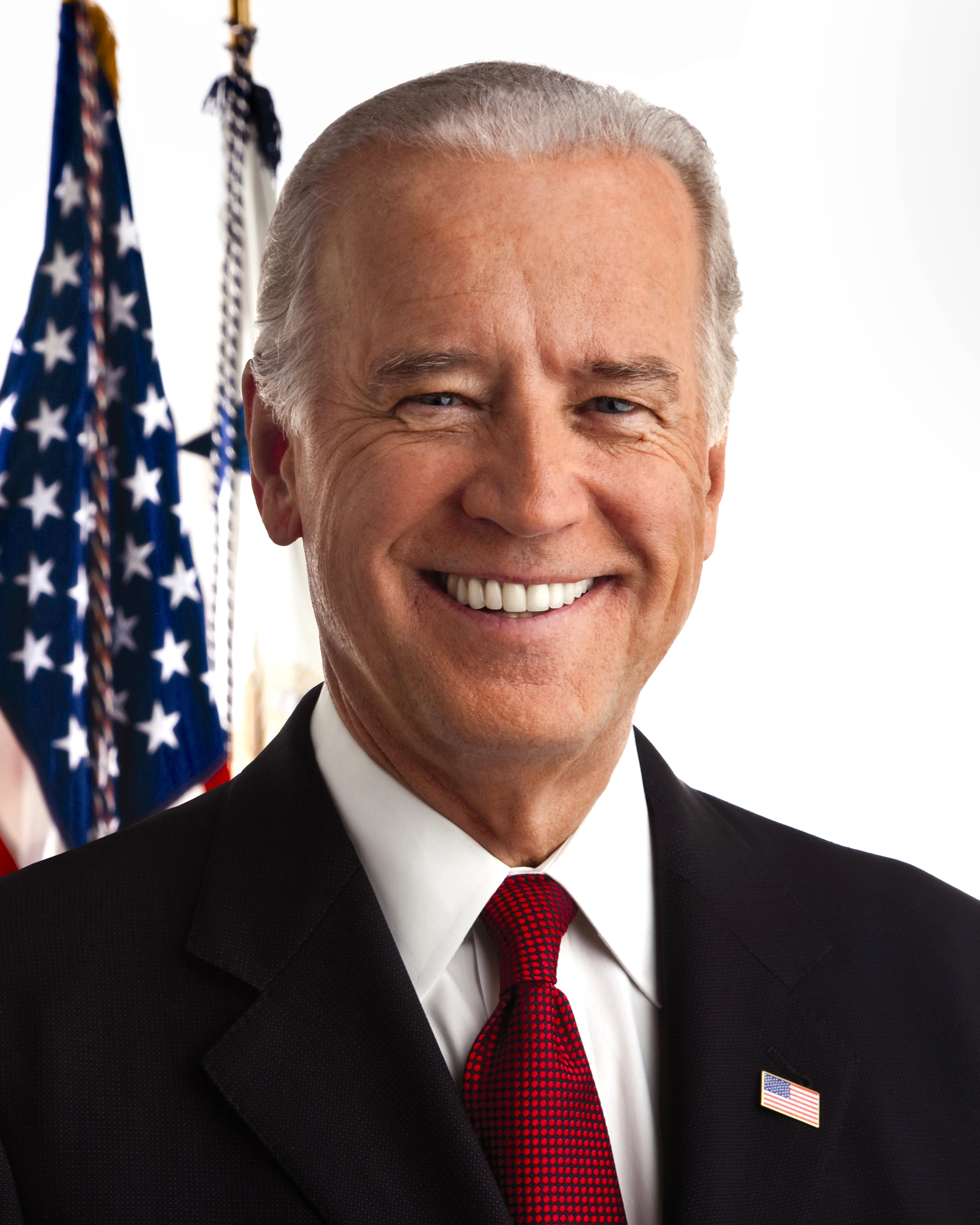
副總統：乔·拜登（任期屆滿）
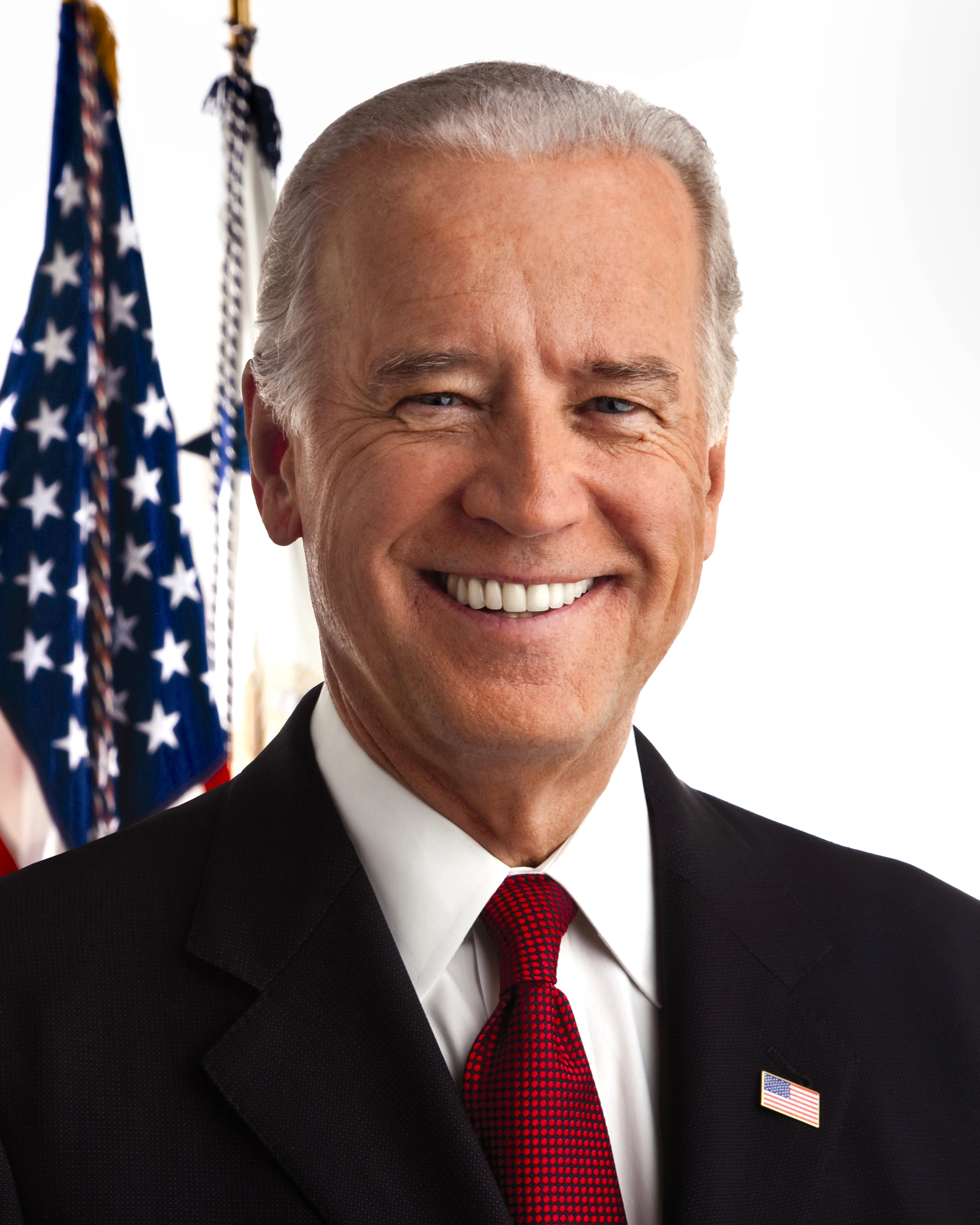
參議院議長：喬·拜登（任期屆滿）

## 大事时序

### 1月
- 1月1日——内华达州成为美国第七個承認大麻合法化的州。
- 1月3日——四名美國黑人民眾在伊利諾伊州芝加哥綁架了一名患有精神障礙的美國人，並在Facebook上對他的折磨進行直播，引起社交媒體廣泛反應，以及總統奧巴馬的譴責聲明。 這四名嫌疑犯後來被逮捕並被控犯有仇恨罪。[1]
- 1月4日——一列長島鐵路的旅客列車在紐約市大西洋航站樓（英语：Atlantic Terminal）與止衝擋發生碰撞（英语：2017 Brooklyn train crash），造成103人受傷[2][3]。
- 1月8日——第74屆金球獎於美國加州洛杉磯比佛利山比華利希爾頓酒店舉行頒獎典禮，由NBC進行電視轉播，用以表掦2016年出色的電影及電視作品。《樂來越愛你》共入圍了7項大獎，並全數抱回獎座，成為本屆大贏家，並創下了金球獎電影類別榮獲最多獎項的作品。
- 1月10日——犯下2015年南卡羅萊納州查爾斯頓槍擊案的兇嫌被判處死刑[4]。

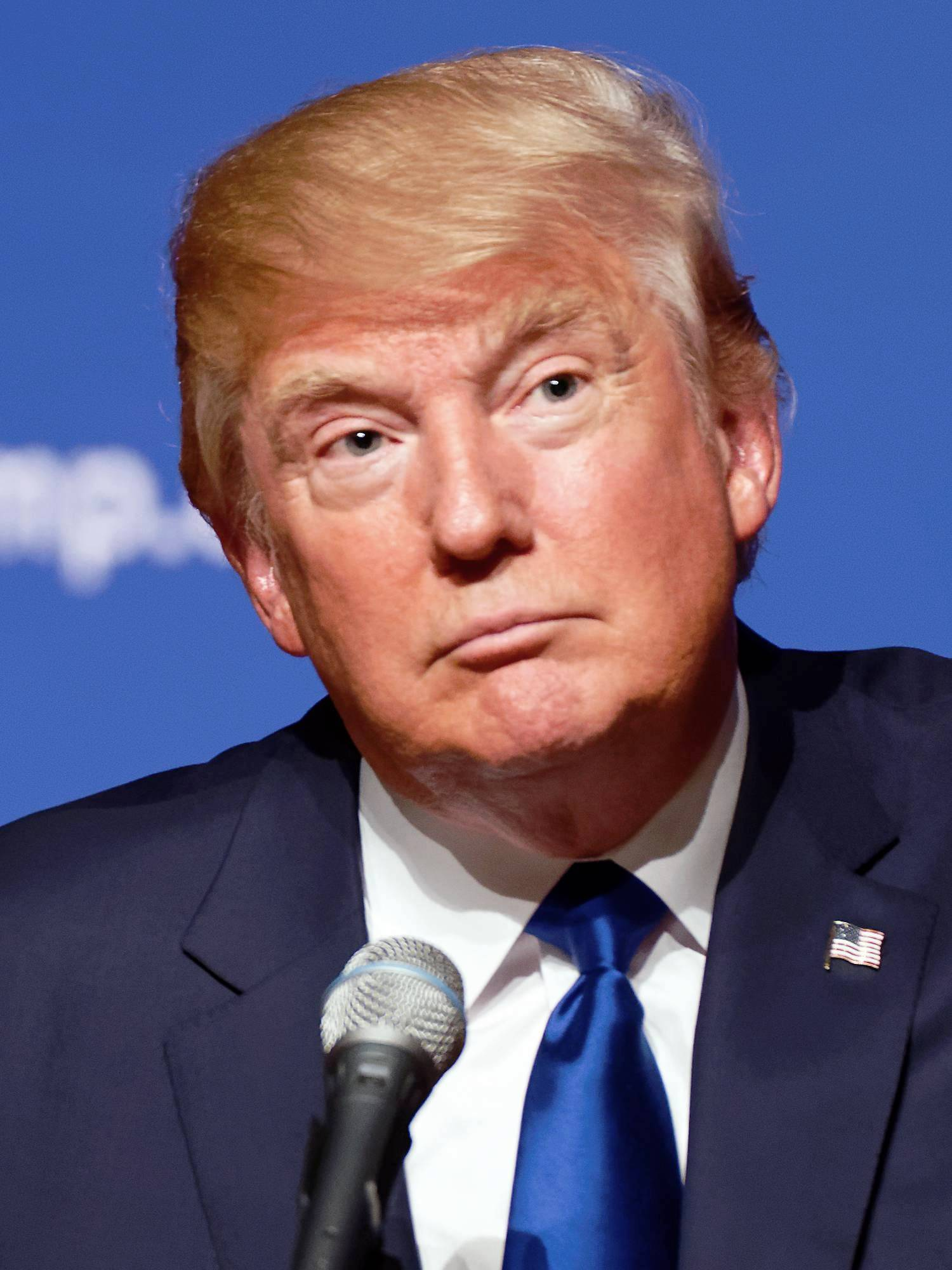
新任美國總統特朗普

- 1月20日——美國東部時間中午12點，歐巴馬的第二任總統任期結束，他的繼任者唐納·川普抵達白宮[5]。
- 1月23日——川普簽署多項行政命令，其中包括正式退出《跨太平洋夥伴協定》。

### 2月
- 2月26日——第89屆奧斯卡金像獎頒獎典禮在美國洛杉矶好莱坞杜比剧院舉行。和凭借分别赢得最佳导演奖和最佳女主角。凭借赢得最佳男主角。凭借电影赢得最佳男配角，则凭借赢得最佳女配角。影片奖方面，伊朗电影和分别贏得最佳外语片和最佳动画片，最佳影片则由夺得[6]。

### 6月
- 金州勇士以总比分4-1击败克利夫兰骑士赢得2016-17 NBA赛季总冠军。
- 6月14日，美国弗吉尼亚州亚历山德里亚的一座国会棒球训练场发生连环枪击案,包括国会众议院多数党（共和党）党鞭史蒂夫·斯卡利斯在内的数人受伤。[7]。
- 日本当地时间6月17日凌晨2时30分左右，美海军“菲茨杰拉德”号驱逐舰与一艘挂菲律宾国旗的货轮ACX Crystal在日本附近海域相撞，美国七名船员失踪。[8]。
- 被朝鮮囚禁17個月期間陷入昏迷的美國大學生奥托·瓦姆比尔獲釋回國後，因腦部嚴重受損去世[9]。
- 美國太空總署宣布通過開普勒望遠鏡，找到10個類地行星，可能屬宜居星球[10]。
- 6月29日——美国政府通过14亿美元对台军售方案，這是美国总统川普上任后首次对台军售，美国国务院发言人诺尔特（Heather Nauert）于记者会表示该军售方案符合《与台湾关系法》，这表明美方支持台湾维持足够的自卫能力[11]。中方對此次方案一貫堅決反對[12]。

### 8月
- 8月21日——日全食將發生。這將是美國進入21世紀的第一次日蝕，是自1979年2月26日以來第一次在北美洲大陸可見。食甚維持時間在2分40秒。
- 8月25日——萨菲尔-辛普森飓风等级四级飓风飓风哈维登陆德克萨斯州，造成近12年来最严重的灾情[13]。

### 9月
- 9月5日——特朗普政府宣布废除奥巴马执政时于2012年推出的童年入境者暂缓遣返手续[14]。

### 10月
- 10月26日——1992年建立的有關總統約翰·肯尼迪的被暗殺記錄收集法案完全向公眾披露[15]。